# Westborough (condado de Worcester)
Westborough es un lugar designado por el censo ubicado en el condado de Worcester en el estado estadounidense de Massachusetts. En el Censo de 2010 tenía una población de 4.045 habitantes y una densidad poblacional de 819,83 personas por km².

## Geografía
Westborough se encuentra ubicado en las coordenadas 42°16′3″N 71°37′3″O / 42.26750, -71.61750. Según la Oficina del Censo de los Estados Unidos, Westborough tiene una superficie total de 4.93 km², de la cual 4.89 km² corresponden a tierra firme y (0.89%) 0.04 km² es agua.

## Demografía
Según el censo de 2010, había 4.045 personas residiendo en Westborough. La densidad de población era de 819,83 hab./km². De los 4.045 habitantes, Westborough estaba compuesto por el 86.33% blancos, el 1.33% eran afroamericanos, el 0.15% eran amerindios, el 6.7% eran asiáticos, el 0% eran isleños del Pacífico, el 3.61% eran de otras razas y el 1.88% pertenecían a dos o más razas. Del total de la población el 6.21% eran hispanos o latinos de cualquier raza.